# Hermes House Band
Gli Hermes House Band sono una band dance olandese formatasi a Rotterdam nel 1984.

## Storia
Il gruppo raggiunse la fama nel 1994 con la famosa cover del singolo I Will Survive di Gloria Gaynor, che ha venduto circa 2 milioni e mezzo di copie.

Nel 1998 uscì un altro singolo di successo, Country Roads, cover della famosa Take Me Home, Country Roads di John Denver, per la quale fu girato anche un videoclip che ritrae la band in una cittadina del Far West.
Nel 2001, la cover di Live Is Life degli Opus, insieme a DJ Ötzi, raggiunse il 2º posto in Francia.

## Membri
In studio, i membri sono tre: Sally, Jop e Robin, che cantano e fanno i remix. Nei live, invece, vengono accompagnati da altri musicisti: 
- Mark Snijders - tastiera
- Bas Nuiver - basso
- Alexander Bergmann - batteria
- Sebastiaan van Zuylen - chitarra
- Dirk Beets - tromba
- Pieter Ubbels - sassofono

## Discografia
1. The Album (2002)
2. Get Ready To Party (2004)
3. Greatest Hits (2008)
4. Rhythm of the Nineties (2009)